# Alfred Tobler
Alfred Tobler (Teufen, 13 aprile 1845 – Heiden, 9 settembre 1923) è stato un cantante, scrittore e religioso svizzero di religione riformata.

## Biografia
Figlio di Hans Konrad, insegnante, direttore di coro, compositore e autore, e di Juliana Lutz. Nel 1872 sposò Elisabeth Hess, vedova di Jakob Theodor, figlia di Friedrich Emanuel Füssli. Dopo studi di teologia a Basilea e Zurigo, fu vicario a Lütisburg ed Enge. Studiò poi canto con Julius Stockhausen a Stoccarda e Francoforte sul Meno.
Cantante di successo di Lieder e oratori, dopo la morte della moglie nel 1887 interruppe la carriera concertistica. Su consiglio del fratello Gustav Tobler, si dedicò allo studio del folclore e, tornato in patria, divenne noto quale "padre cantore appenzellese". Editore di varie raccolte di canti e musiche popolari, fu autore di diverse opere sulla storia e il folclore di Appenzello, in particolare sul canto popolare (1890 e 1903), le barzellette (1902, quindicesima edizione nel 1967) e la danza popolare (1904). Nel 1914 fu insignito del dottorato honoris causa dell'Università di Zurigo.